# Zincalstibita
La zincalstibita és un mineral de la classe dels òxids que pertany al grup de la cualstibita. Rep el seu nom com a anàleg de zinc de la cualstibita, de la seva composició química al contenir zinc, alumini i antimoni (stibi en llatí).

## Característiques
La zincalstibita és un òxid de fórmula química Zn₂Al(OH)₆[Sb5+(OH)₆]. Va ser aprovada com a espècie vàlida per l'Associació Mineralògica Internacional l'any 1998. Cristal·litza en el sistema trigonal en forma de diminuts prismes incolors.
Segons la classificació de Nickel-Strunz, la zincalstibita pertany a «04.FB - Hidròxids (sense V o U) amb OH, sense H₂O; octaedres aïllats» juntament amb els següents minerals: omsita, xakhovita i cualstibita.

## Formació i jaciments
Va ser descoberta a la pedrera de marbre de Fantiscritti, a Carrara, a la província de Massa-Carrara (Toscana, Itàlia), i també a Itàlia ha estat descrita a la mina Monte Avanza, a la província d'Udine. També ha estat descrita a dos altres indrets del continent europeu: a Telkibánya, al comtat de Borsod-Abaúj-Zemplén (Hongria) i a Saint-Luc, a Valais (Suïssa).